# Скрытый крепёж

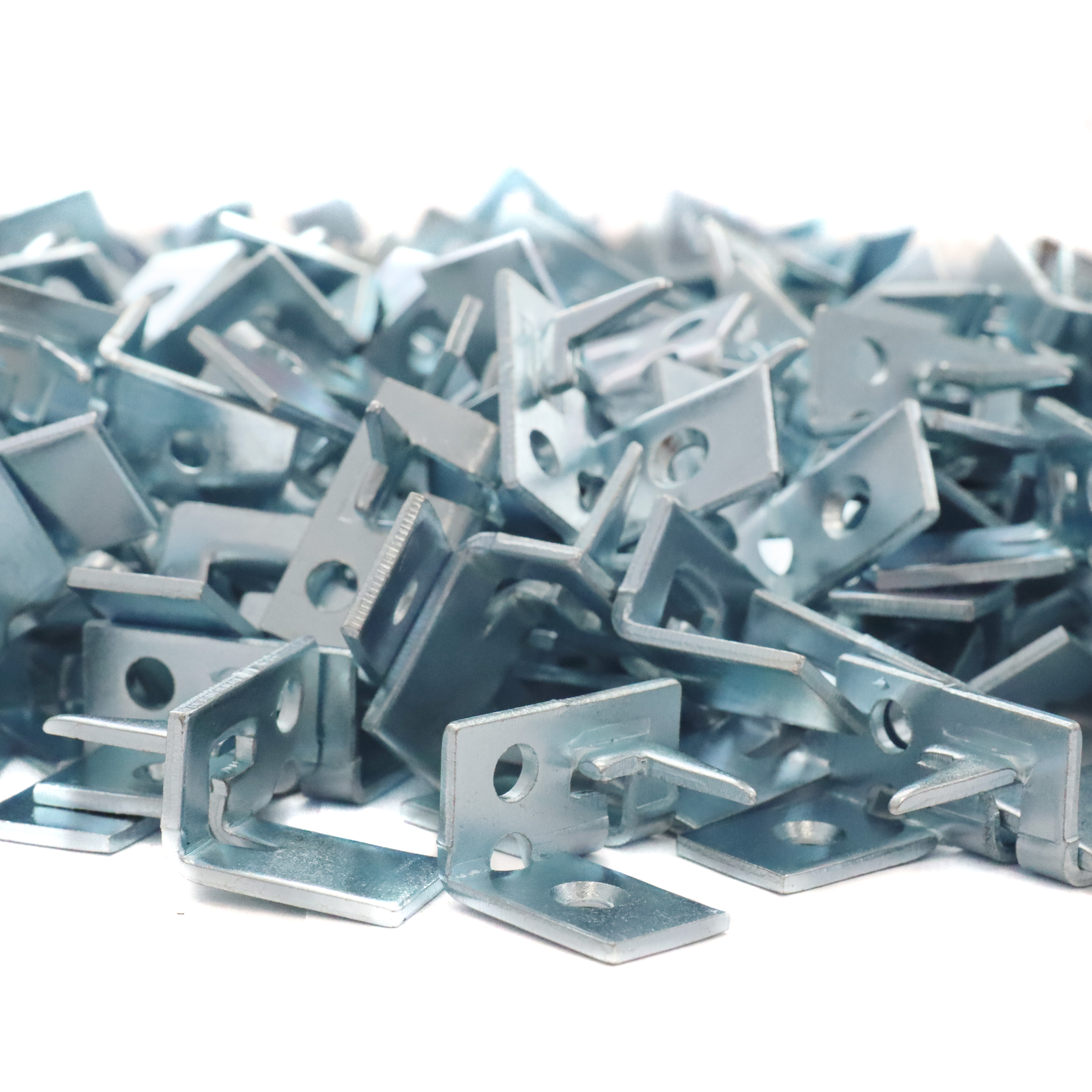
Шиповый крепёж — Кобра КБЦ

Скрытый крепёж (скрытые крепления, скрытые крепёжные изделия) — крепёж, монтаж которого производится с тыльной стороны конструкции, в данном случае крепления не видны.

## Описание
Скрытый крепёж настила состоит из одного или нескольких элементов, соединяющих террасную/фасадную доску с лаговой конструкцией. В большинстве случаев система крепежа соединяет с направляющей (лагой) не одну, а сразу две доски: предыдущую и последующую.
Деревянные покрытия (настилы) террас и фасадов и декоративные деревянные покрытия потолка могут монтироваться 2-мя способами: открытым (шурупами или гвоздями) и при помощи скрытого крепежа.
За счет особенностей монтажа скрытый крепёж компенсирует внутренние напряжения древесины, вызываемые климатическими перепадами, и увеличивает эксплуатационный срок конструкции за счет минимизации коробления доски.

## История
История скрытого крепежа началась в конце 80-х годов XX века в США. Затем в 1991 году в Италии Робертом Блаасом (Robert Blaas) при содействии бизнес-партнера Питера Ланга (Peter Lang) была основана компания, основным направлением которой стало производство скрытых крепежных элементов.

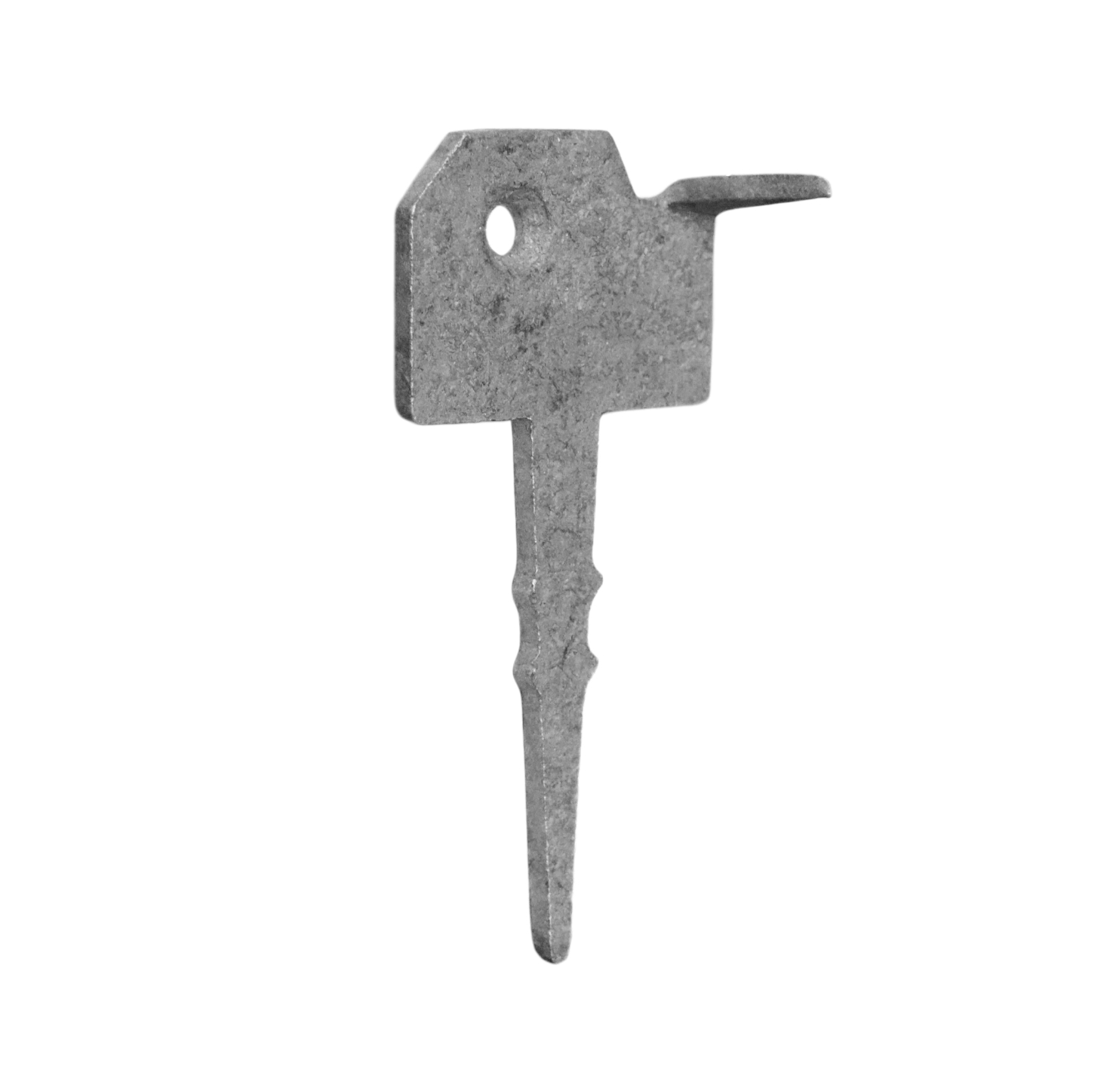
Крепёж Ричарда Бербиджа (Richard Burbidge) — первый скрытый крепёж. Представляет собой шиповый тип крепежей.

На российский рынок скрытый крепёж пришёл в середине 2000-х годов. Прототипом для создания крепежа был крепёж «Richard Burbidge», который один деятель У. адаптировал под российский рынок и климат.

## Классификация
В зависимости от способа, которым обеспечивается соединение досок настила, скрытый крепёж разделяется на несколько типов: шиповый, пазовый и замковый.
Шиповый крепёж характерен тем, что соединение полностью или частично производится при помощи специальной штыревой заострённой планки (шипа) — доска накалывается на шип. Известны такие модели шипового крепежа, как: «Ключ», «Кобра».
Для монтажа при помощи пазового крепежа в доске настила фрезеруют специальные пазы, в которые входят «крылья» крепежа. Фрезеровка может производиться как в заводских условиях по всей длине доски, так и по месту ручным фрезером. В пример можно привести модели «Краб».
Монтаж деревянных фасадов и настилов с помощью крепежа замкового типа производится с тыльной стороны доски, на которой с помощью саморезов закрепляется монтажная пластина. Затем доска переворачивается, и видимый конец пластины заводится под тыльную сторону уже закреплённой к лаге предыдущей доски. При помощи второго видимого конца пластины доска соединяется с лаговой конструкцией. Крепёж и ранее установленная доска создают «замок», запирающий последующую доску. Известной моделью замкового крепежа является крепеж «Змейка».